# George Marshall (regizor)
George E. Marshall (n. 29 decembrie 1891 — d. 17 februarie 1975) a fost un regizor englez și director de imagine.

## Filmografie
- 1916 The Committee on Credentials
- 1916 Love's Lariast
- 1916 A Woman's Eyes
- 1916 The Devil's Own
- 1917 The Man from Montana
- 1918 The Midnight Flyer
- 1919 The Adventures of Ruth
- 1920 Ruth of the Rockies

- 1932 Pack Up Your Troubles
- 1932 Their First Mistake
- 1932 Towed in a Hole
- 1934 She Learned About Sailors
- 1934 365 Nights in Hollywood
- 1935 Life Begins at Forty
- 1935 Music Is Magic
- 1936 A Message to Garcia
- 1938 The Goldwyn Follies
- 1939 You Can't Cheat an Honest Man
- 1939 Destry Rides Again

- 1940 The Ghost Breakers
- 1940 When the Daltons Rode
- 1941 Pot o' Gold
- 1941 Texas
- 1942 Valley of the Sun
- 1942 The Forest Rangers
- 1942 Star Spangled Rhythm
- 1943 Riding Hight
- 1943 True to Life
- 1944 And the Angels Sing
- 1945 Murder, He Says
- 1945 Incendiary Blonde
- 1945 Hold That Blonde
- 1946 The Blue Dahlia
- 1946 Monieur Beaucaire
- 1947 The Perlis of Pauline
- 1948 Hazard
- 1948 Tap Roots
- 1949 My Friend Irma

- 1950 Fancy Pants
- 1950 Never a Dull Momet
- 1951 A Millionaire for Christy
- 1952 The Savage
- 1953 Off Limits
- 1953 Scared Stiff
- 1953 Houdini
- 1953 Money from Home
- 1954 Red Gartes
- 1954 Duel in the Jungle
- 1954 Destry
- 1955 The Second Greatest Sex
- 1956 Pillars of the Sky
- 1956 Beyond Mombasa
- 1957 The Guns of Fort Petticoat
- 1957 The Sad Sack
- 1958 Valea prafului de pușcă (The Sheepman)
- 1958 Imation Game
- 1959 The Mating Game
- 1959 Kiss Started with a Kiss
- 1959 The Gazebo

- 1961 Cry for Happy
- 1962 Pungașii veseli (The Happy Thieves)
- 1963 Papa's Delicate Condition
- 1964 Dark Purpose
- 1964 Advance to the Rear
- 1966 Boy, Did I Get a Wrong Number!
- 1967 Eight on the Lam
- 1968 The Wicked Dreams of Paula Schultz
- 1969 Hook, Line & Sinker

## Legături externe
- George Marshall la Internet Movie Database
- George Marshall la TCM Movie Database